# Club Deportivo Once Municipal
Once Municipal est un club de football salvadorien, fondé en 1945 et disparu en 2018.
Il remporte le championnat du Salvador en 1949 et 2006 (Apertura).

## Palmarès
- Championnat du Salvador (2)
  - Champion : 1949 et 2006 (A)